# Agalinis auriculata
Agalinis auriculata är en snyltrotsväxtart som beskrevs av Joseph Blake. Agalinis auriculata ingår i släktet Agalinis och familjen snyltrotsväxter. Inga underarter finns listade i Catalogue of Life.